# Кашапов Рафіс Рафаїлович
Кашапов Рафіс Рафаїлович (тат. Кашапов Рәфис Рафаил улы, 2 липня 1958, Тумутук Азнакаєвського району Татарської АРСР) — віце-прем'єр-міністр самопроголошеного Татарського уряду у вигнанні, татарський громадський діяч, політичний в'язень. Рідний брат політемігранта Нафіса Кашапова. Лідер та спікер Форуму Вільних Держав Постросії.

## Біографія

### Кримінальне переслідування в СРСР
У 1980-х роках був тричі засуджений. У 1981 р. — до 2 років позбавлення волі за ст. 89 КК РРФСР («Розкрадання державного або суспільного майна, здійснене шляхом крадіжки»). У 1987 р. — до 1 року виправних робіт за ст. 193 КК РРФСР («Погроза або насилля по відношенню до посадової особи або громадського робітника»). У 1988 — до 2 років позбавлення волі за ст. 190 КК РРФСР («Недонесення про злочини»).

### Після розвалу СРСР
У 1990-х рр. був успішним приватним підприємцем і татарським філантропом. Активно допомагав у будівництві мечетей, медресе, фінансово підтримував татарську культуру, був одним із тих, хто виступав за розширення суверенітету Республіки Татарстан, прагнув послабити політичний вплив Кремля на Казань.
2000 р. ФСБ почало переслідувати братів Кашапових. Сімейний бізнес було знищено, на братів постійно чинили тиск, їм погрожували фізичною розправою, Рафіса неодноразово затримували правоохоронні органи, до нього застосовували каральну психіатрію. Кашапова підтримували, зокрема, відома журналістка Ганна Політковська і правозахисники з організації «Меморіал».

### Російсько-українська війна
З початком Російсько-Української війни брати Кашапови публічно осудили дії РФ. Рафіс узяв участь в організації антивоєнних мітингів на території Татарстану, оголосив голодування на підтримку полоненої Надії Савченко і закликав татар не воювати проти українців.
Заарештований 28 грудня 2014, незабаром після повернення з Туреччини, де організовував протести проти анексії Криму та правління Володимира Путіна в Росії. Він закликав до об'єднання тюркських народів, що проживають в Туреччині, на Кавказі, в Росії і Середній Азії, а також до солідарності з кримськими татарами, які зазнають переслідувань.
Безпосереднім приводом до порушення кримінальної справи стали записи в соціальній мережі «ВКонтакте», у яких Рафіс порівнював російський режим з гітлерівською диктатурою. Влада кваліфікувала це як розпалювання ненависті за національною ознакою (стаття 282.1 Кримінального кодексу). У Поволжі чимало активістів вийшли на спонтанні протести проти затримання Рафіса Кашапова і організували одиночні пікети. Татарин Данис Сафаргалієв, який організував протестну акцію в Казані, столиці Татарстану, був звільнений з роботи. Іншого активіста затримали в Іжевську, він був допитаний в суді.
18 січня 2015 року Кашапов оголосив політичне голодування проти незаконного затримання, порушення справи і переслідування інакомислячих. А також проти втручання Росії у внутрішні справи України. Адвокати Кашапова страждали від залякувань, а його дружину шантажували російські правоохоронці, намагаючись змусити її дати свідчення, якщо вона хоче відвідати чоловіка. З в'язниці Рафіс Кашапов звернувся до президента Туреччини з проханням надати його сім'ї статус біженців і захист.
15 вересня 2015 року суд у російському місті Набережні Човни в республіці Татарстан засудив Рафіса Кашапова до 3 років колонії загального режиму. Його визнали винним у закликах до сепаратизму, розпалюванні ненависті і ворожнечі за національною ознакою.

### Сім'я
Одружений, має доньку та сина. Має рідного брата Нафіса — відомого в Польщі політемігранта. Нафіс Кашапов, завдяки клопотанню активістів Фундації «Відкритий Діалог» отримав у березні 2015 року статус біженця в Польщі, на який чекав 9 років. Спочатку він просив притулку в Україні, проте попередня українська влада хотіла депортувати його назад до Росії.

## Реакція на переслідування Кашапова

Київ, 7 вересня 2015 р. Пікет на підтримку політв'язня Рафіса Кашапова.

4 лютого 2015 року група представників татарської інтелігенції, в тому числі колишній депутат Державної Думи Сафіуллін Ф. Ш., заслужені артисти і вчені особисто поручилися за Рафіса Кашапова.
16 вересня 2015 року Amnesty International офіційно визнала його в'язнем сумління і висунула вимогу про його негайне звільнення.
Правозахисний центр «Меморіал» вніс Кашапова до списку політичних в'язнів.
Міжнародна фундація «Відкритий Діалог» заявила, що вважає затримання Рафіса Кашапова і переслідування людей, які виступають в його захист, неприйнятним втручанням російської влади в свободу слова.
В Україні неодноразово відбувались акції громадської солідарності на підтримку Кашапова. 3 липня 2015 р. біля консульства Російської Федерації пройшов пікет з вимогою звільнити політв'язнів. Пікетувальники, один із яких заявив про те, що він політичний біженець, скандували: «Росія — кат волі. Росія — тюрма народів», «Путін — головний терорист», «Свободу Рафісу Кашапову», «Свободу в'язнямпутінського ГУЛАГу». 7 вересня 2015 р. біля посольства Росії пройшов мітинг на підтримку політв'язнів Кремля. Десяток представників різних етнічних громад, які мають татарські чи ерзянські коріння — висловили солідарність з активістами національних рухів Росії, які виступали на підтримку України, і за це перебувають за ґратами. Зокрема це казанський татарин Рафіс Кашапов.
21 грудня 2015 року 15 депутатів Верховної Ради звернулися до Міністра закордонних справ України Павла Клімкіна з проханням вимагати від Російської Федерації звільнення татарського мецената та громадського діяча Рафіса Кашапова. Ініціатор звернення Народний депутат України Ігор Луценко так прокоментував позицію депутатів: 
|  | Нашим зверненням ми прагнемо висловити підтримку не лише Рафісові Кашапову, але й усім діячам татарського національно-визвольного руху, які зазнають політичних переслідувань на своїй батьківщині – в Татарстані. Не зважаючи на те, що на референдумі 1992 року народ Татарстану висловився за проголошення державного суверенітету республіки, Російська Федерація продовжує наступ на політичні та національні права волзьких татар. Спершу був обмежений суверенітет республіки, ліквідовані татарські політичні партії та незалежні ЗМІ, тепер Москва розгортає терор проти лідерів національно-визвольного руху. Переслідування Рафіса Кашпова, Фаузії Байрамової, Айдара Халіма та інших татарських національних діячів свідчить про те, що волзькі татари в Російській Федерації позбавлені не лише права на самовизначення, але й права на свободу думки та свободу висловлювання. |

У 2017 р., під час перебування Р. Кашапова за ґратами, російський суд визнав Татарський суспільний центр екстремістською організацією і постановив припинити його діяльність на території Росії.

## Еміграція
Кашапов вийшов на свободу 26 грудня 2017 року. Вже у лютому 2018 р., остерігаючись нового арешту, він виїхав з Росії до України. Перебуваючи в Києві, татарський діяч дав низку інтерв'ю, у яких заявив, що не збирається повертатися до РФ і має намір розгорнути активну політичну діяльність на еміграції. Кашапов зазначив, що буде просити політичного притулку в одній із європейських держав.
21 березня 2018 р. Кашапов, разом зі своїм ерзянським соратником Сиресем Боляєнем і українським фіно-угористом Ростиславом Мартинюком, провели у київському прес-центрі «Главком» брифінг, на якому заявили про створення громадського руху «Вільний Ідель-Урал». Відповідаючи на запитання журналістів Кашапов повідомив, що Татарстан повинен відновити статус суверенної держави і повернутися до Конституції Республіки Татарстан 1992 року.
26 травня 2018 р. виїхав до Великої Британії, де попросив політичного притулку. Своє рішення політемігрант пояснив широкими можливостями для політичної діяльності, що їх надає Сполучене Королівство. Перебуваючи у Лондоні Кашапов продовжив активну діяльність на чолі руху «Вільний Ідель-Урал», зосередивши свою активність на пошуку підтримки серед британських політиків та громадських діячів.

## Політичні заяви
|                                                                     | Коли я стояв в Анкарі з плакатом на захист українського та кримськотатарського народів - до мене підійшов консул РФ і сказав: "Після повернення до Росії ти будеш відбувати покарання". |
| — Про засудження окупації росіянами українських територій у 2014 р. | |

|                                  | Якщо ти йдеш на вибори президента Російської Федерації - значить визнаєш цей злочинний режим. |
| — Про президентські вибори в РФ. |                                                                                               |

|                                                                  | Чому в акціях на захист татарської мови беруть участь лише пенсіонери? Все дуже просто. На кожній політичній акції ФСБ відстежує студентів і бюджетників. За пікет проти політики русифікації студентів просто відраховують з університетів, а бюджетників звільняють з роботи. |
| — Про політичну активність громадських організацій в Татарстані. | |

|                                                      | З приходом до влади Володимира Путіна федеральний центр перестав сприймати Татарстан як рівноправного партнера. Почався процес перетворення Татарстану в російську колонію. Парламент республіки примусили змінити Конституцію, прибрати всі статті, пов'язані з економічним і політичним суверенітетом. Аналогічні заходи були застосовані в відношення всіх республік Ідель-Уралу - не тільки до Татарстану, але і до Башкортостану, Чувашії, Удмуртії, Марій-Ел та Мордовії. |
| — Про "згортання" суверенітету Республіки Татарстан. | |

У січні 2022 р., під час масових протестів у Казахстані, підписав публічну заяву «Народи Російської Федерації солідарні з народом Казахстану!», у якій представники різних національних рухів корінних народів Російської Федерації звернулись до своїх співвітчизників із закликом не їхати до Казахстану в складі так званого «миротворчого контингенту ОДКБ». Заява набула резонансу як в російських, так і в іноземних ЗМІ, її підписали діячі не лише ерзянського, але й татарського, башкирського, чеченського, інгуського, калмицького, козацького національних рухів.